# 双绍实验

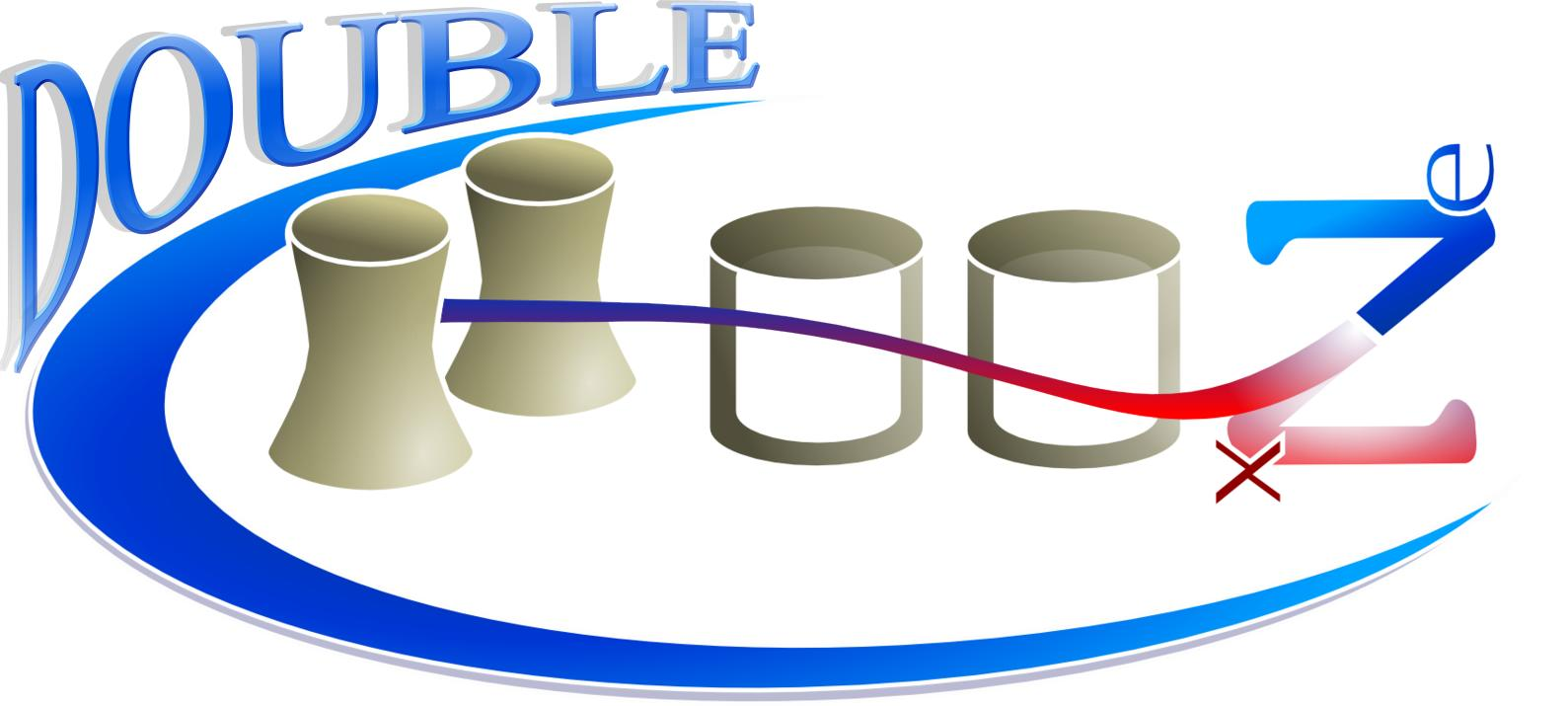
双绍斯实验LOGO

双绍实验（英语：Double Chooz Experiment，简称Double Chooz）是于法国大东部大区阿登省绍进行的短基线中微子震荡实验，旨在测量PMNS矩阵中的{\displaystyle \theta _{13}}混合角。
该实验利用绍核电站释放出的中微子进行观测。在距离反应堆约400米和1050米处分别设有一个中微子观测器。其中，后者的观测器为本实验前身绍实验中使用的观测器，前者为2014年9月新增的观测器。2015年初，新增的观测器也投入观测活动中，与原有的观测器共同进行数据收集。

## 实验设施
双绍实验利用2个添加了钆的液体闪烁体探测器对反中微子的中微子振荡现象进行观测。这2个探测器被设置在功率为4.25 GW的绍核电站周边。其中，设置在距反应堆400米和1050米的探测器分别被称为“前置探测器”和“后置探测器”。后置观测器为双绍实验的前身绍实验中使用的观测器，而前置观测器则为2014年9月新增的观测器。2015年初，前置观测器也进入了观测状态，与后置观测器共同进行数据收集。此外，除了与中微子源的距离不同外，为了遮蔽来源于宇宙的μ子，后置观测器还被设置在具有300米水当量遮蔽能力的山丘内部。

### 中微子靶和γ探测器
探测器的最内侧为直径230 cm、高245.8 cm、厚0.8 cm的丙烯酸系樹脂制容器。在该容器内装有1万升的液体闪烁体，其中还添加了浓度为1 g/L的钆，使得其成为中微子探测效率较高的中微子靶。其外侧则是厚约55 cm的γ探测器。γ探测器由未加入钆的液体闪烁体构成。与中微子靶相同的是，γ探测器的外壳也采用了丙烯酸系樹脂，厚约12 cm。这种树脂材质可以让波长400 nm以上的光子透进容器内部。

### 缓冲容器和光电倍增管
缓冲容器由宽552.2 cm、高568.0 cm、厚0.3 cm的304L不锈钢制成。在缓冲容器内部，未被中微子靶和γ探测器占据的剩余空间被充填了并非液体闪烁体的矿物油。在缓冲容器的内面共设有390个10英寸光电倍增管。设置缓冲容器的主要目的为对光电倍增管内部杂质和周围岩石的放射能进行遮蔽。缓冲容器与中微子靶、γ探测器被统称为“内部探测器”。

### 屏蔽信号对策
为了屏蔽μ子、快中子、γ射线等非目标信号，双绍实验采取了多种硬件上的对策。
首先，双绍实验在缓冲容器外侧设置了厚度为50 cm的矿物油闪烁体。其次，78个8英寸光电倍增管被布置在缓冲容器的上部、下部和侧面。这两种对策所采用的装置都位于实验装置相对靠内的位置，因此被称为内部屏蔽层。内部屏蔽层主要可以屏蔽外界的μ子和快中子。在内部屏蔽层外侧还设有厚度为15 cm的钢壳，可以对外部γ射线作进一步屏蔽。此外，在探测器的上部还设有由5 cm×1 cm塑料闪烁体条纹组成的外部屏蔽层。

### 数据收集
来自内部探测器和内部屏蔽层的信号通过采样率为500 MHz的8位闪存模拟数字转换器进行记录。探测器的触发阈值被设定为350 keV，远低于理论预测的反电中微子的1.02 MeV。

## 原理与目的

### 观测和信号筛选
来源于反应堆的中微子可通过逆β衰变进行观测：
{\displaystyle {\bar {\nu }}_{e}+p\to e^{+}+n}
其中，{\displaystyle {\bar {\nu }}_{e}}为反电中微子，{\displaystyle p}为质子，{\displaystyle e^{+}}为正电子，{\displaystyle n}为中子。需要注意的是，在液体闪烁体中，上述反应释放出的正电子会立即形成一个快信号。而同一个过程中释放出的中子则需经过约200微秒减慢速度后才能被原子核俘获。俘获后会释放出光子而形成一个慢信号。
由于实验中存在噪音，因此并非所有满足了探测器触发条件的信号都被认为是中微子信号。对此，双绍实验采用了如下信号筛选方法：
- 快信号的能量位于0.5至20 MeV之间；
- 慢信号的能量位于4至10 MeV之间；
- 快慢信号的时间差位于0.5至150 μs之间；
- 快慢信号的顶点距离差不足100 cm；
- 在一次事件的快信号发生前200微秒至后600微秒之内不存在其他事件的信号。

在双绍实验中，虽然快信号的检测效率几乎达到了100%，但由于钆浓度和中子散射模型的问题，检测慢信号并不容易。

### 中微子混合
由于中微子质量极小，因此可以以极快的速度运动。然而，在运动过程中，中微子可转化成不同的味（{\displaystyle e,\mu ,\tau }）。这种现象被称之为中微子振荡。中微子振荡可被庞蒂科夫-牧-中川-坂田矩阵（PMNS矩阵）解释：
{\displaystyle {\begin{bmatrix}U_{e1}&U_{e2}&U_{e3}\\U_{\mu 1}&U_{\mu 2}&U_{\mu 3}\\U_{\tau 1}&U_{\tau 2}&U_{\tau 3}\end{bmatrix}}={\begin{bmatrix}\cos \theta _{12}\cos \theta _{13}&\sin \theta _{12}\cos \theta _{13}&\sin \theta _{13}e^{-i\delta }\\-\sin \theta _{12}\cos \theta _{23}-\cos \theta _{12}\sin \theta _{23}\sin \theta _{13}e^{i\delta }&\cos \theta _{12}\cos \theta _{23}-\sin \theta _{12}\sin \theta _{23}\sin \theta _{13}e^{i\delta }&\sin \theta _{23}\cos \theta _{13}\\\sin \theta _{12}\sin \theta _{23}-\cos \theta _{12}\cos \theta _{23}\sin \theta _{13}e^{i\delta }&-\cos \theta _{12}\sin \theta _{23}-\sin \theta _{12}\cos \theta _{23}\sin \theta _{13}e^{i\delta }&\cos \theta _{23}\cos \theta _{13}\end{bmatrix}}}
上述PMNS矩阵仅由4个参数构成，即3个混合角{\displaystyle \theta _{12},\theta _{23},\theta _{13}}和1个相位{\displaystyle \delta }。其中，1990年代，双绍实验的前身绍实验曾对混合角之一的{\displaystyle \theta _{13}}限制在以下范围：
{\displaystyle \sin ^{2}(2\theta _{13})<0.2}
在此后的十数年间，该结果为{\displaystyle \theta _{13}}的限制最严苛的范围。双绍实验的目的便是在该实验结果的基础上在{\displaystyle 0.03<\sin ^{2}(2\theta _{13})<0.2}的范围内进一步对{\displaystyle \theta _{13}}的值进行限制。
混合角的测定可通过对核电站反应堆释放出的反电中微子进行观测从而实现。如果不考虑中微子振荡现象，每天在双绍实验的所在地可观测到的反应堆反电中微子约有50个。然而，如果考虑第一种和第三种中微子态之间的中微子震荡，则在观测到的反中微子中，理论上的反电中微子的比例为
{\displaystyle P=1-\sin ^{2}(2\theta _{13})\,\sin ^{2}\left({\frac {1.27\Delta m_{31}^{2}L}{E_{\nu }}}\right)\quad \mathrm {(in\;natural\;units)} }
其中，{\displaystyle L}为中微子移动距离，{\displaystyle E_{\nu }}为反电中微子的能量，{\displaystyle \Delta m_{31}^{2}}为质量差。根据上述式子，便可以测出混合角{\displaystyle \theta _{13}}的值。

## 实验结果

### 混合角
2011年11月，双绍实验组发表了关于{\displaystyle \theta _{13}}的值可能并非零值的结论。到了2012年，基于对228日观测结果的分析，双绍实验组宣布在2.9 σ的置信度下中微子不发生振荡的假说被排除，并提出了初步的测量结果：
{\displaystyle \sin ^{2}(2\theta _{13})=0.109\pm 0.030\,\mathrm {(stat)} \pm 0.025\,\mathrm {(syst)} .}
2013年，双绍实验组更新了{\displaystyle \theta _{13}}的范围：
{\displaystyle \sin ^{2}(2\theta _{13})=0.097\pm 0.034\,\mathrm {(stat)} \pm 0.034\,\mathrm {(syst)} .}
在减少了背景噪声和系统性的不确定性后，双绍实验组利用467.90天的数据于2014年6月进一步更新了{\displaystyle \theta _{13}}测定值：
{\displaystyle \sin ^{2}(2\theta _{13})=0.090_{-0.029}^{+0.032}.}
此外，2014年7月，双绍实验组利用核电站停止运作时的观测数据，发表了噪音水平与先前研究独立的{\displaystyle \theta _{13}}测定值：
{\displaystyle \sin ^{2}(2\theta _{13})=0.102\pm 0.028\,\mathrm {(stat)} \pm 0.033\,\mathrm {(syst)} .}

### 其余成果
通过延迟正电子对的湮灭并扭曲闪烁信号，双绍实验识别出了探测器内形成的正电子素事件，且测得正电子素的寿命为3.68±0.15 ns。
此外，双绍实验还对洛伦兹对称性破缺的参数给出了限制。这是世界上首个利用反应堆中微子源测试洛伦兹不变性的实验。